# Piaキャロットへようこそ!!
『Pia♥キャロットへようこそ!!』は、1996年7月26日にカクテル・ソフトより発売された18禁恋愛アドベンチャーゲーム+恋愛シミュレーションゲームである。『Pia♥キャロットへようこそ!!シリーズ』で本作品のみをさす場合はPia1及びPiaキャロ1と略する場合もある。

## 概要
PC-9800シリーズのMS-DOS用ソフトとして発売、同年9月20日にPC-9821シリーズのMS-DOS用、10月18日にWindows版も発売された。家庭用ゲーム機版は1997年5月23日にPC-FX版が18禁ソフトとして、1998年3月12日にセガサターン版がKIDより18歳以上推奨ソフトとして発売されている。また、1999年8月12日には『Pia♥キャロットへようこそ!!』『Pia♥キャロットへようこそ!!2』『ぴあきゃろTOYBOX』の3タイトルをWindows 98対応にした上で1つのパッケージにリパッケージした『Pia♥キャロットへようこそ!!1・2・TB』が発売されている。また2007年4月27日の『ぴあきゃろG.O. TOYBOX2 〜スプリングフェア〜』の発売に伴い、同日より『ぴあきゃろG.O. TOYBOX 〜サマーフェア〜』との2本で本作のVista対応版がプレゼントされるキャンペーンが行われた。
タイトルロゴは本作のみ、明らかにデザインの異なる2つが存在する（パッケージで使われているタイプのロゴがゲーム中でも使われていたのはPC-FX版のみ）。
ピンクパイナップルから本作を原作とした18禁OVA（全3巻）も発売された。

## ストーリー
Piaキャロット創業者・木ノ下泰男の息子である祐介は、夏休みに悪友の江口大介とナンパ旅行に行く約束をしていた。しかし、それに対し父は『次の期末テストで赤点がなかったら旅行の費用を出してやる。だが赤点があった場合は、夏休みずっとPiaキャロットでバイトをしてもらう』という条件を提示した。そして、赤点をとってしまう。
こうしてナンパ旅行の計画は頓挫、彼は夏休みをPiaキャロットのバイトで使うことになったのだが、幼なじみの稲葉翔子が一緒にバイトをすると言いだし、そしてもう一人の幼なじみ・森原さとみも翔子に誘われてバイトを始めることになる。

## 登場人物
木ノ下祐介（きのした ゆうすけ）
主人公。高校最後の夏、悪友に誘われて新島へナンパ旅行に行こうとしていたが、テストに赤点があったためアルバイト漬けの生活を送ることになる。家庭用の本作のみ名前変更可能。
森原さとみ（もりはら さとみ）
声：美都いずみ
メインヒロインで、主人公・木ノ下祐介の幼なじみ。少し前に祐介から告白されたが、OKはしなかった。「欲しいものが出来た」という理由でPiaキャロットでバイトを始める。
稲葉翔子（いなば しょうこ）
声：長崎みなみ
祐介のもう一人の幼なじみで後輩。天真爛漫で、祐介に対して積極的。タックルが得意。さとみと共にキャロットでバイトを始める。
小久保麗香（こくぼ れいか）
声：鳩野比奈
祐介の同僚で、普段は大学に通っている。OVA版では本当は別れた彼氏への想いを消すために祐介を利用していたが、その罪の意識に耐えられず祐介を避けていき、最後には別れを告げた後、1号店を辞めた。
河合雪子（かわい ゆきこ）
声：夏野蛍
本店で働くウェイトレス。素顔は眼鏡っ子。コスプレ好きでコミケにも参加している。
神無月志保（かんなづき しほ）
声：歌織
本店マネージャー。24歳。料亭の娘として厳しく育てられたせいか、他のPiaキャロット従業員の勤務態度には非常に厳格である。なお、彼女のシナリオ中に「弟が2人いる」という話があるが、当時はこの2人の弟についてそれ以上の話はない。
OVA版では木ノ下泰男の後妻になる。1巻の時点でアプローチされているが、2巻では傷心の主人公を慰めるために関係を結ぶ。
今井佐織（いまい さおり）
声：児玉さとみ
主人公の後輩で、本店に閉店間際までいることが多い、無愛想な性格をしている。学校では水泳部所属だが、ある事件のトラウマから幽霊部員状態。母親である今井冴子（いまい さえこ、声：『1』長崎みなみ）とは血縁関係はない。
立花ゆかり（たちばな ゆかり）
声：鳩野比奈
本店の皿洗いをしている立花かおり（たちばな かおり）の娘。ぬいぐるみ好きの内気な少女。
北川清美（きたがわ きよみ）
声：芽吹
祐介の従姉で、クラス担任の数学教師。水泳部顧問でもあるがカナヅチ。
木ノ下留美（きのした るみ）
声：琴実、大野まりな（PC-FX版）
祐介の妹。コスプレ好きで、家庭用の本作のみ主人公である祐介の名字に同期する形で名字が変わる。祐介に「みるく」と呼ばれるのがコンプレックス。攻略対象ではないが、誰とも結ばれないバッドエンド時には留美に誕生日プレゼントを買わされることになり、セガサターン版ではムービーにもなっている。
キャラクター原案及びデザイン・原画は甘露樹
樫倉アイリ（かしくら アイリ）
声：吉野茜
セガサターン版での追加キャラ。新人芸能人で、役作りのため数日勤務することに。カナ表記の名前「アイリ」は芸名であり、本名は読みはそのままで「愛理」と書く。
木ノ下泰男（きのした やすお）
主人公・祐介や留美の父親で、家庭用では同期する形で名字が変わる。
筋骨隆々の体躯を持ち、一部作品では傭兵と称される。
OVA版Pia1では、理由は語られないものの妻（祐介の母）を失っており、神無月志保と再婚する。
江口大介（えぐち だいすけ）
祐介の同級生で親友。当初祐介と一緒に新島へナンパ旅行に行く計画を立てていたが、祐介が父親との賭けに負け頓挫する。祐介の妹の留美にモーションをかけている。
相田健介（あいだ けんすけ）
1号店の常連の大学生で、雪子の先輩。普段は好青年だが、裕介には不敵な態度を見せる。

## スタッフ
- シナリオ：jane稲村（サターン版では表記が稲村竜一となっているが同一人物）
- 原画
  - 甘露樹 （さとみ、志保、留美、他）
  - CHARM （翔子、麗香、佐織、他）
  - NAK村 （雪子、清美、ゆかり、男性キャラ）
  - 松尾幸洋（アイリ、他）
- 音楽：高塚ともひろ（サターン版を除く）、後藤樹里（サターン版のみ）
  - FX版OP：KO・KU・HA・KU
    - 作詞：菅原幸枝 / 作曲：菅原幸枝 / 歌：森原さとみ

  - サターン版挿入歌：ミラクル・サンシャイン
    - 作詞：後藤樹里 / 作曲：後藤樹里 / 歌：みづき恵

## 関連商品

### OVA
OVA各巻タイトル
1. キレイなお姉さんはいかがですか?（発売日：1997年10月24日）
2. オトナの恋はいかがですか?（発売日：1998年1月23日）
3. 素顔のカノジョはいかがですか?（発売日：1998年4月24日）

OVA版スタッフ
- 企画 - 乱交太郎、天地悠太
- スーパーバイザー - Dr.POCHI
- 監督 - 金澤勝眞
- 脚本 - 金澤勝眞
- 作画監督 - 佐藤淳
- 音楽 - LUNA
- 制作 - Triple X
- 製作 - ピンクパイナップル

主題歌
エンディングテーマ「星の数ほどキスしよう」
作詞 - 中島えりな / 作曲 - 斎藤かんじ / 歌 - 安達まり